# Bittino da Faenza
Bitino da Faenza (Faenza, 1357 – Rimini, tra il 1426 e il 1427) è stato un pittore italiano.

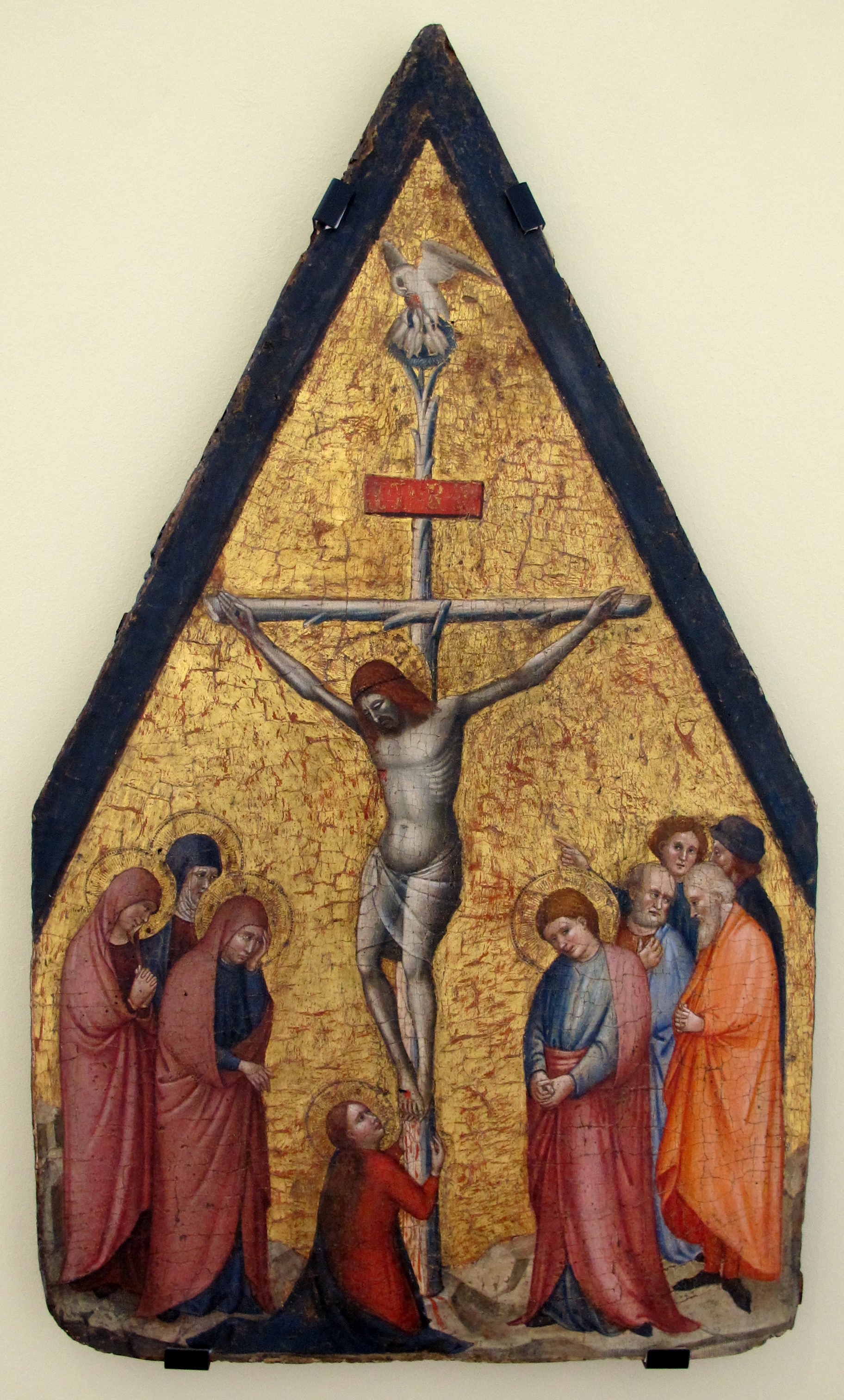
Crocifissione, 1400 ca.

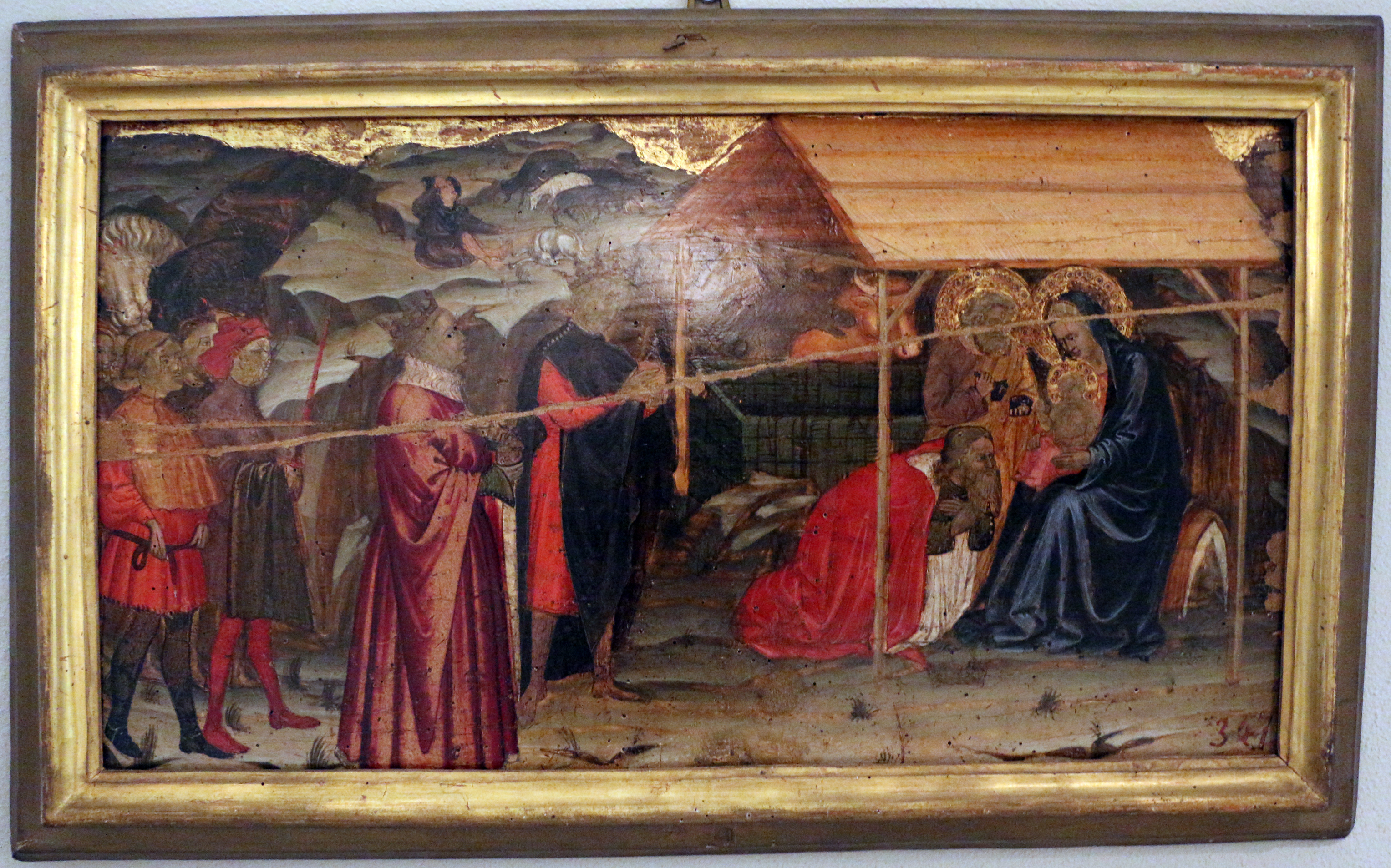
Adorazione dei Magi, 1400 ca. Pinacoteca Nazionale di Bologna

La sua attività pittorica si svolse in Romagna alla fine del XIV secolo ed il primo quarto del XV secolo. 

## Biografia
Gli studi riguardo alla vicenda critica di Bitino presero avvio dalla pubblicazione di alcuni documenti riminesi, datati intorno al 1866, i quali testimoniavano che il pittore nato a Faenza se ne era poi allontanato per motivi politici trasferendosi a Rimini nel 1398 e dove sarebbe morto prima del 1427.

## Carriera pittorica
Bitino si occupò della realizzazione del polittico con storie di Storie di san Giuliano di Cilicia su commissione di Simone degli Ugucci, abate dell’omonimo monastero riminese, a cui fu donata l’opera, tra il 1401 e il 1427, firmato BITINUS FECIT M(CCC)VIIII.  Sono presenti quattordici riquadri che raffigurano l’immagine del santo, le scene del martirio e le vicende del sarcofago con le sue spoglie. La più antica testimonianza della sua presenza all’interno della chiesa risale intorno al 1603. 
La sua qualità pittorica che coincide con il periodo di transizione verso la cultura gotica ha affascinato molti anche se con pareri discordi. Fu accostato dal Lanzi a Lippo di Dalmasio e Cavalcaselle e Brach lo inserirono nell’ambiente fiorentino nel tardo Trecento, tuttavia van Marle lo riconosceva vicino ai bolognesi. Infine il Longhi riassunse la disputa indicando in un intreccio tra modi veneti e romagnoli lo stile della pittura di Bitino ed ebbe parole di grande apprezzamento per questo dipinto: "...l’affascinante polittico con le storie di San Giuliano di Cilicia, qui ampliate secondo lo spirito del tempo a una mirabile favola marinara, dimostra che Bitino è un vero poeta; ed è sua la mirabile idea di prolungare il miracoloso viaggio del sarcofago per poterlo così accompagnare costantemente con quella greca amplissima creata dalle onde del mare sul sipario d’oro di un orizzonte metaﬁsico... ". 
Inoltre gli sono stati attribuiti anche il polittico già nella collezione Dragonetti de Torres a L'Aquila e poi una Crocifissione della Galleria Vaticana e una Madonna e due Sante dei Musei Nazionali Francesi,  che essendo di identiche dimensioni, apparterrebbero allo stesso dittico. Entrambi i dipinti hanno caratteristiche più arcaiche rispetto al polittico riminese. Si pensa che abbia realizzato anche un polittico con Madonna e Santi e scene della vita di Cristo. È plausibile la proposta di attribuirgli i resti di un affresco con figure di Santi, staccato dalla facciata di S. Mercuriale a Forlì.
L'unica opera firmata è 
- San Giuliano, storie del suo martirio e miracoli post mortem, su beweb.chiesacattolica.it., tavola (firmata e datata 1409) nella abbazia di San Giuliano Martire di Rimini.

Tra le altre sue opere, attribuetigli su base stilistica, si ricordano:
- Madonna con Bambino in trono, angeli e donatori, tavola (datata 1391), ubicazione sconosciuta.
- Crocifissione, tavola (1400 ca) presso la fondazione Cassa di Risparmio di Rimini.
- Incoronazione di Maria Vergine e quattro santi, polittico (1404-1409), ubicazione sconosciuta (presso Finarte Milano nel 1976).
- Crocefissione con i dolenti e i santi Francesco e Lorenzo, valva di dittico (1400-25) presso la Pinacoteca Vaticana, inv. 577.
- Adorazione dei Magi, tavola (1410-15 ca), presso la Pinacoteca Nazionale di Bologna prov. da San Domenico o da Ss. Nabore e Felice di Rimini.
- Adorazione dei Re Magi, affresco staccato (1400-25), al Museo di San Francesco di San Marino (prov. dalla chiesa di San Francesco).